# サン・ペドロ・デ・ラ・パス
サン・ペドロ・デ・ラ・パス（スペイン語: San Pedro de la Paz）は、チリのビオビオ州にある都市。人口は8万447人（2002年国勢調査）。2005年に目抜き通りのペドロ・アギーレ・セルダ通りが完成した。住民の大半がビオビオ川対岸のコンセプシオンに通勤・通学する、コンセプシオン大都市圏のベッドタウンである。

## 歴史
サン・ペドロにはスペインがラ・カンデラリア砦を築いたが、マルティン・ガルシア・オーニェス・デ・ロヨラ総督の死後、1599年に破壊された。1603年にアロンソ・デ・リベラが砦を再建し、その周りには小規模な開拓地が形成された。独立戦争中の1821年には、ビセンテ・ベナビデスの命を受けた王党派のフアン・マヌエル・ピコが市街に火を放った。砦は1835年のコンセプシオン地震で壊滅した。

## 人口統計
国立統計研究所が行った2002年国勢調査によると、サン・ペドロ・デ・ラ・パス市の面積は112.5平方キロ、人口は8万447人（男性3万8571人、女性4万1876人）である。このうち、都市部には8万159人 (99.6%) が、農村部には288人 (0.4%) が住んでいる。前回の1992年の調査に比べ、人口は18.6%増加した。

## 行政
市は議会が行政を司り、四年ごとに選挙で選ばれる市長が統率する第三級行政区画に位置づけられる。現在の市長はアウディト・レタマル・ラソ（無所属）である。
国政では、上院の第12選挙区（ビオビオ州山間部）と下院の第44選挙区（ほかにコンセプシオンとチグアヤンテ）に属する。第12区選出の上院議員はアレハンドロ・ナバーロ・ブライン（広範な社会運動）とオサイン・サバグ・カスティージョ（キリスト教民主党）、第44区選出の下院議員はホセ・ミゲル・オルティス（キリスト教民主党）とエンリケ・バン・リッセルベルヘ（独立民主連合）である。